# Redbook
Redbook é uma revista americana dedicada às mulheres e publicada pela Hearst Corporation. é uma das "Sete Irmãs", um grupo de mulheres do serviço de revistas.

## História

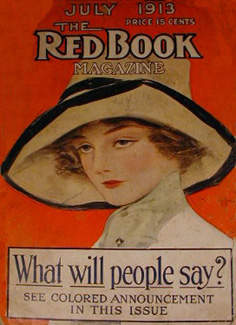
Redbook em 1913

A revista foi publicada pela primeira vez em Maio de 1903 como The Red Book Illustrated por Stumer, Rosenthal e Eckstein, uma empresa de Chicago comerciantes de varejo. O nome foi alterado para The Red Book Magazine logo em seguida. o Seu primeiro editor, de 1903 a 1906, foi Trumbull White, que escreveu que o nome era apropriado, porque, "o Vermelho é a cor da alegria, de brilho, de alegria." Em seus primeiros anos, a revista publicou contos por autores bem conhecidos, incluindo muitas mulheres escritoras, juntamente com as fotografias de atrizes popular e outras mulheres de observação. Dentro de dois anos, a revista foi um sucesso, subindo para a circulação de 300.000.

## Condensado romances
(lista incompleta).
- Dashiell Hammett. O Homem Magro (Dezembro De 1933)
- William e Edmund Barrett A Mão Esquerda de Deus (serializado, de julho de 1950 - outubro de 1950)[4][5]
- Judith Guest. Pessoas Comuns, 1976[6]
- Toni Morrison. Cantares de Salomão 1977[7]

## Escritores
(lista incompleta).
- Lois Lowry[8]
- Barbara Kingsolver[9]
- Maya Angelou[10]
- Michael Shaara[11]
- Nancy Thayer[12]
- Caroline Leavitt[13]
- Gail Godwin[14]
- Elsie Frances Wilson Mack, Justo é o meu amor (como Frances Sarah Moore)[15][16]
- Loula Graça Erdman. Os Anos que o Gafanhoto[17][18]
- Charles Edward Mercer A Plataforma Estreita, De Fevereiro De 1951[19][20][21][22]
- Alice Quaresma Secreta. A escura passagem de 1950[23]
- Sharon Pape[24][25]